# Diecezja Pontoise
Diecezja Pontoise – diecezja Kościoła rzymskokatolickiego we Francji, w metropolii paryskiej. Powstała w 1966 roku, zaś jej granice pokrywają się ze świeckim departamentem Dolina Oise. Wcześniej teren ten należał do diecezji wersalskiej. Składa się z dwunastu dekanatów.